# SVB Eerste Divisie
El Campeonato Surinamés de Fútbol, más conocido como SVB Eerste Divisie, es la segunda división de Surinam. Dirigida por la Surinaamse Voetbal Bond, fue llamada Hoofdklasse hasta la temporada 2016-17, su primera edición data del año 1924, cuando Surinam aún era una colonia holandesa, y hasta 2024 era la mayor categoría del fútbol del país hasta que fue reemplazada por la Liga Mayor de Surinam.
Actualmente, la SVB Eerste Divisie es disputada por 12 equipos, en un sistema de todos contra todos a dos ruedas con un total de 22 fechas, siendo el último club clasificado rebajado directamente a la SVB Tweede Divisie.

## Equipos 2023
| Club                          | Ciudad         |
| ----------------------------- | -------------- |
| FC Inter Wanica               | Meerzorg       |
| Flora FC                      | Paramaribo     |
| Inter Moengotapoe             | Moengo         |
| Politie Voetbal Vrienden      | Paramaribo     |
| SCV Bintang Lair              | Groningen      |
| Slee Juniors FC               | Paramaribo     |
| SV Broki                      | Paramaribo     |
| SV Leo Victor                 | Paramaribo     |
| SV Notch                      | Moengo         |
| SV Robinhood                  | Paramaribo     |
| SV Santos                     | Nieuw Nickerie |
| SV Transvaal                  | Paramaribo     |
| SV Voorwaarts                 | Paramaribo     |
| Surinaam National Leger (SNL) | Paramaribo     |

## Campeones

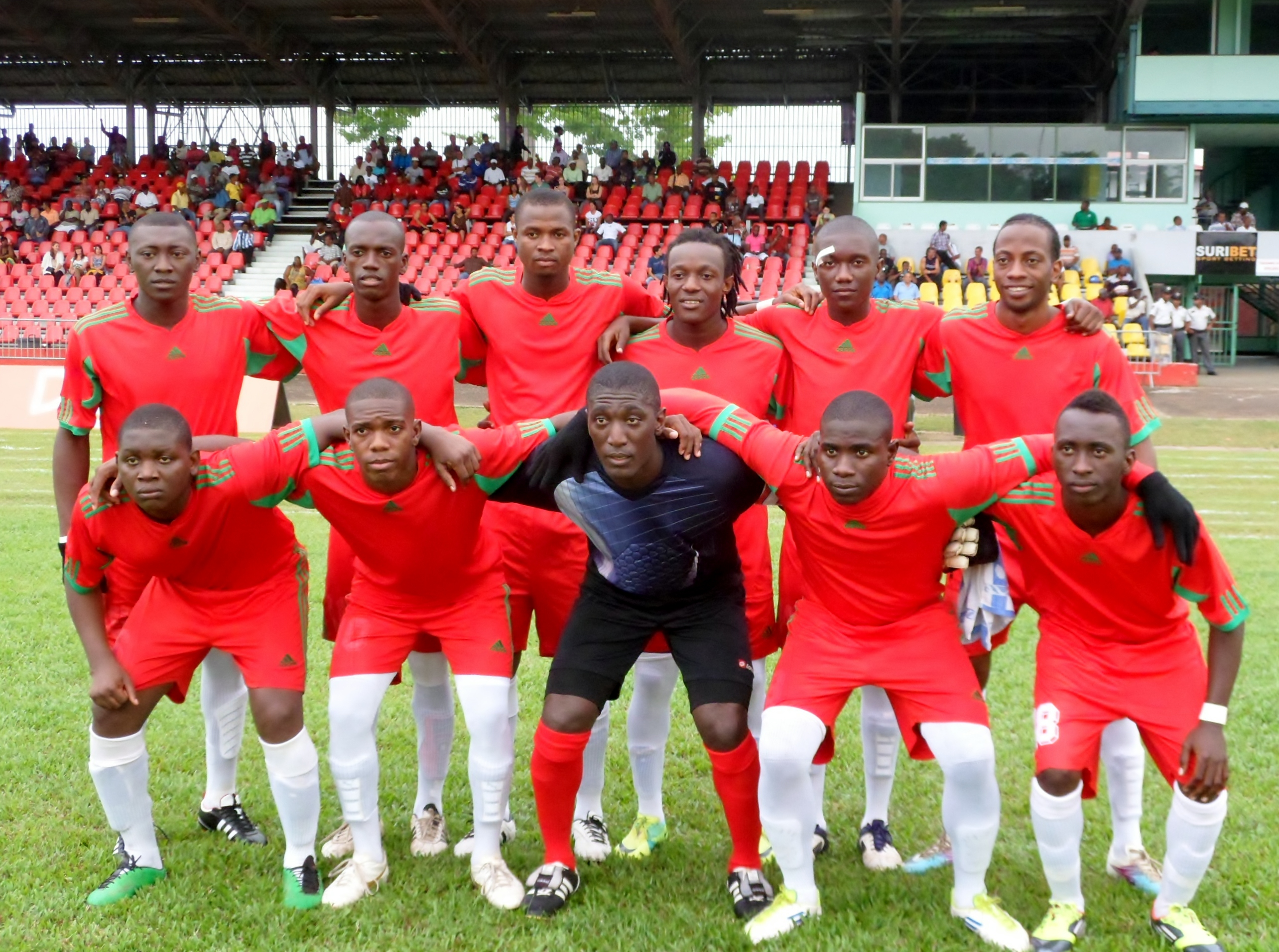
SV Robinhood el club más laureado con 26 títulos.

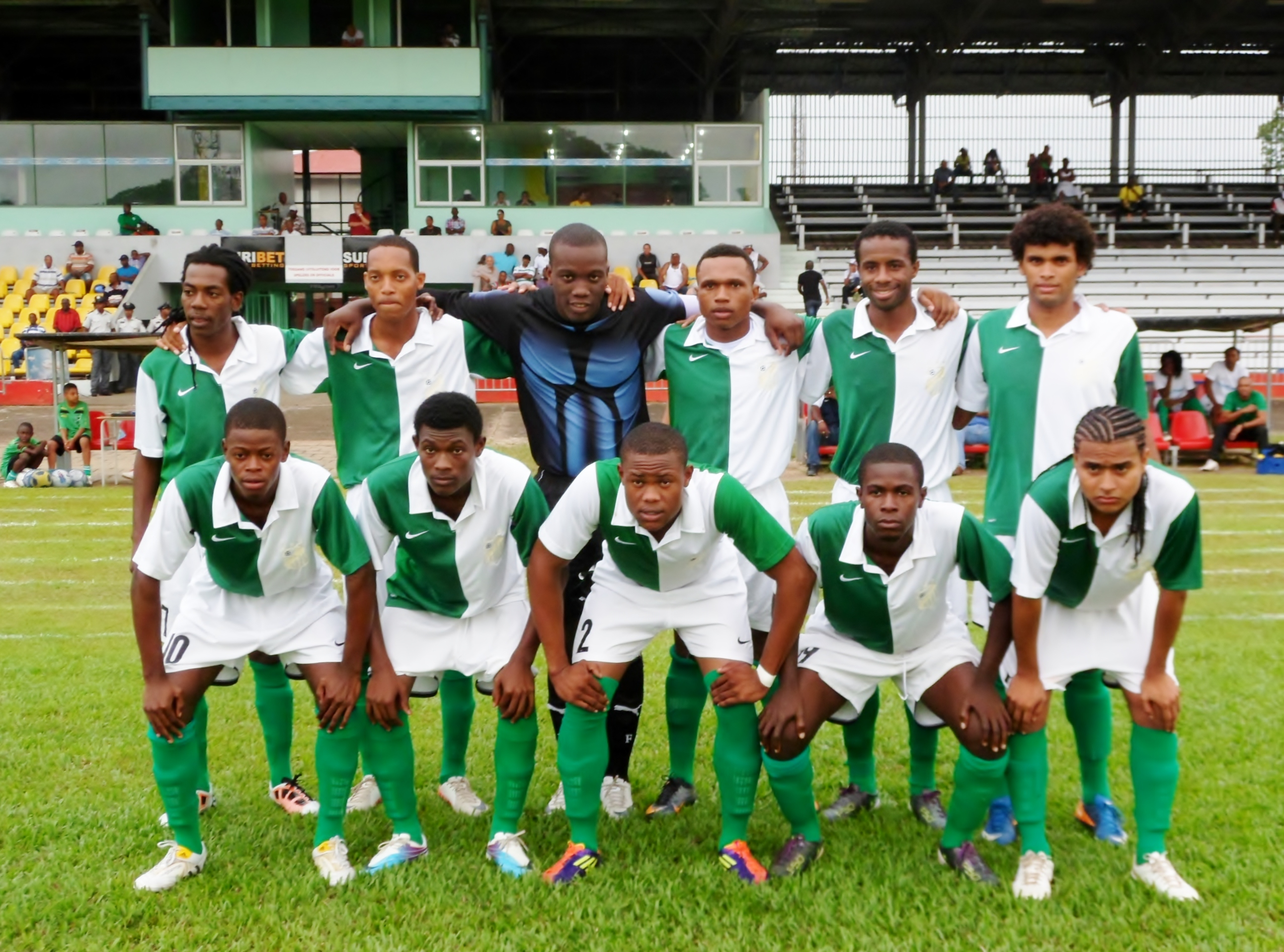
SV Transvaal campeón en 19 ocasiones.

| Temporada             | Campeón                                      | Subcampeón                                   | Máximo Goleador                              |
| Como Primera División | Como Primera División                        | Como Primera División                        | Como Primera División                        |
| --------------------- | -------------------------------------------- | -------------------------------------------- | -------------------------------------------- |
| 1924                  | RKVV Olympia                                 |                                              |                                              |
| 1925                  | SV Transvaal                                 |                                              |                                              |
| 1926                  | VV Ajax Paramaribo                           |                                              |                                              |
| 1927                  | VV Ajax Paramaribo                           |                                              |                                              |
| 1928                  | VV Ajax Paramaribo                           |                                              |                                              |
| 1929                  | VV Ajax Paramaribo                           |                                              |                                              |
| 1930                  | SV Excelsior                                 |                                              |                                              |
| 1931                  | No disputado                                 | No disputado                                 | No disputado                                 |
| 1932                  | VV Cicerone                                  |                                              |                                              |
| 1933                  | VV Cicerone                                  |                                              |                                              |
| 1934                  | VV Cicerone                                  |                                              |                                              |
| 1935                  | VV Cicerone                                  |                                              |                                              |
| 1936                  | SV Voorwaarts                                |                                              |                                              |
| 1937                  | SV Transvaal                                 |                                              |                                              |
| 1938                  | SV Transvaal                                 |                                              |                                              |
| 1939                  | SV Arsenal                                   |                                              |                                              |
| 1940                  | SV Arsenal                                   |                                              |                                              |
| 1941                  | SV Voorwaarts                                |                                              |                                              |
| 1942 - 1947           | No disputado                                 | No disputado                                 | No disputado                                 |
| 1948                  | MVV Paramaribo                               |                                              |                                              |
| 1949                  | MVV Paramaribo                               |                                              |                                              |
| 1950                  | SV Transvaal                                 |                                              |                                              |
| 1951                  | SV Transvaal                                 |                                              |                                              |
| 1952                  | SV Voorwaarts                                |                                              |                                              |
| 1953                  | SV Robinhood                                 |                                              |                                              |
| 1954                  | SV Robinhood                                 |                                              |                                              |
| 1955                  | SV Robinhood                                 |                                              |                                              |
| 1956                  | SV Robinhood                                 |                                              |                                              |
| 1957                  | SV Voorwaarts                                |                                              |                                              |
| 1958                  | No disputado                                 | No disputado                                 | No disputado                                 |
| 1959                  | SV Robinhood                                 |                                              |                                              |
| 1960                  | No disputado                                 | No disputado                                 | No disputado                                 |
| 1961                  | SV Leo Victor                                |                                              |                                              |
| 1962                  | SV Transvaal                                 |                                              |                                              |
| 1963                  | SV Leo Victor                                |                                              |                                              |
| 1964                  | SV Robinhood                                 |                                              |                                              |
| 1965                  | SV Transvaal                                 |                                              |                                              |
| 1966                  | SV Transvaal                                 |                                              |                                              |
| 1967                  | SV Transvaal                                 |                                              |                                              |
| 1968                  | SV Transvaal                                 |                                              |                                              |
| 1969                  | SV Transvaal                                 |                                              |                                              |
| 1970                  | SV Transvaal                                 |                                              |                                              |
| 1971                  | SV Robinhood                                 |                                              |                                              |
| 1972                  | No disputado                                 | No disputado                                 | No disputado                                 |
| 1973                  | SV Transvaal                                 |                                              |                                              |
| 1974                  | SV Transvaal                                 |                                              |                                              |
| 1975                  | SV Robinhood                                 |                                              |                                              |
| 1976                  | SV Robinhood                                 |                                              |                                              |
| 1977                  | SV Voorwaarts                                |                                              |                                              |
| 1978                  | SV Leo Victor                                |                                              |                                              |
| 1979                  | SV Robinhood                                 |                                              |                                              |
| 1980                  | SV Robinhood                                 |                                              |                                              |
| 1981                  | SV Robinhood                                 |                                              |                                              |
| 1982                  | SV Leo Victor                                |                                              |                                              |
| 1983                  | SV Robinhood                                 |                                              |                                              |
| 1984                  | SV Robinhood                                 |                                              |                                              |
| 1985                  | SV Robinhood                                 |                                              |                                              |
| 1986                  | SV Robinhood                                 |                                              |                                              |
| 1987                  | SV Robinhood                                 |                                              |                                              |
| 1988                  | SV Robinhood                                 |                                              |                                              |
| 1989                  | SV Robinhood                                 |                                              |                                              |
| 1990-91               | SV Transvaal                                 | SV Robinhood                                 | Bandera de ?                                 |
| 1991-92               | SV Transvaal                                 | SV Robinhood                                 | Bandera de ?                                 |
| 1992-93               | SV Leo Victor                                | SV Robinhood                                 | Bandera de ?                                 |
| 1993-94               | SV Robinhood                                 | SV Leo Victor                                | Bandera de ?                                 |
| 1994-95               | SV Robinhood                                 | Corona Boys                                  | Bandera de ?                                 |
| 1995-96               | SV Transvaal                                 | SV Prakash                                   | Bandera de ?                                 |
| 1997                  | SV Transvaal                                 | SV Robinhood                                 | Bandera de ?                                 |
| 1998-99               | Surinaam National Leger                      | SV Robinhood                                 | Robert Laurens (30)                          |
| 1999-00               | SV Transvaal                                 | Surinaam National Leger                      | Benny Kejansi (24) Ifinildo Vlijter (24)     |
| 2000-01               | No disputado                                 | No disputado                                 | No disputado                                 |
| 2001-02               | SV Voorwaarts                                | Surinaam National Leger                      | Clifton Sandvliet (27)                       |
| 2002-03               | FCS Nacional                                 | SV Robinhood                                 | Amaktie Maasie (18) Gordon Kinsaini (18)     |
| 2003-04               | SV Walking Boyz Company                      | Inter Moengotapoe                            | Owen van Cootten (26)                        |
| 2004-05               | SV Robinhood                                 | Royal'95                                     | Cleven Wanabo (24)                           |
| 2005-06               | SV Walking Boyz Company                      | SV Robinhood                                 | Clifton Sandvliet (27)                       |
| 2006-07               | Inter Moengotapoe                            | SV Leo Victor                                | Alex Soares (28)                             |
| 2007-08               | Inter Moengotapoe                            | SV Robinhood                                 | Ifinildo Vlijter (17)                        |
| 2008-09               | SV Walking Boyz Company                      | SV Leo Victor                                | Anthony Abrahams (22)                        |
| 2009-10               | Inter Moengotapoe                            | SV Walking Boyz Company                      | Amaktie Maasie (13)                          |
| 2010-11               | Inter Moengotapoe                            | SV Walking Boyz Company                      | Amaktie Maasie (19)                          |
| 2011-12               | SV Robinhood                                 | Inter Moengotapoe                            | Ulrich Reding (20) Giovanni Waal (20)        |
| 2012-13               | Inter Moengotapoe                            | SV Notch                                     | Galgyto Talea (18)                           |
| 2013-14               | Inter Moengotapoe                            | SV Excelsior                                 | Gregory Rigters (16)                         |
| 2014-15               | Inter Moengotapoe                            | SV Notch                                     | Gregory Rigters (20)                         |
| 2015-16               | Inter Moengotapoe                            | SV Transvaal                                 | Romeo Kastiel (18)                           |
| 2016-17               | Inter Moengotapoe                            | SV Leo Victor                                | Ivanildo Rozenblad (21)                      |
| 2017-18               | SV Robinhood                                 | SV Notch                                     | Ivanildo Rozenblad (8)                       |
| 2018-19               | Inter Moengotapoe                            | SV Robinhood                                 | Renzo Akrosie (33)                           |
| 2019-20               | Suspendido debido a la pandemia del COVID-19 | Suspendido debido a la pandemia del COVID-19 | Suspendido debido a la pandemia del COVID-19 |
| 2020-21               | No disputado                                 | No disputado                                 | No disputado                                 |
| 2022                  | SV Robinhood                                 | Inter Moengotapoe                            | Thomas Kevin (27)                            |
| 2023                  | SV Robinhood                                 | Inter Moengotapoe                            | Shaquille Cairo (29)                         |
| Como Segunda División |                                              |                                              |                                              |
| 2024                  | Junior 2014                                  |                                              |                                              |

## Títulos por club

#### Primera División
| Club                                  | Campeón | Años campeón |
| ------------------------------------- | ------- | --- |
| SV Robinhood                          | 26      | 1953, 1954, 1955, 1956, 1959, 1964, 1971, 1975, 1976, 1979, 1980, 1981, 1983, 1984, 1985, 1986, 1987, 1988, 1989, 1994, 1995, 2005, 2012, 2018, 2022, 2023 |
| SV Transvaal                          | 19      | 1925, 1937, 1938, 1950, 1951, 1962, 1965, 1966, 1967, 1968, 1969, 1970, 1973, 1974, 1991, 1992, 1996, 1997, 2000                                           |
| Inter Moengotapoe                     | 10      | 2007, 2008, 2010, 2011, 2013, 2014, 2015, 2016, 2017, 2019                                                                                                 |
| SV Voorwaarts                         | 6       | 1936, 1941, 1952, 1957, 1977, 2002 |
| SV Leo Victor                         | 5       | 1961, 1963, 1978, 1982, 1993 |
| VV Cicerone                           | 4       | 1932, 1933, 1934, 1935 |
| VV Ajax Paramaribo                    | 4       | 1926, 1927, 1928, 1929 |
| SV Walking Boyz Company               | 3       | 2004, 2006, 2009 |
| Surinaam National Leger (Incluye MVV) | 3       | 1948, 1949, 1999 |
| SV Arsenal                            | 2       | 1939, 1940 |
| RKVV Olympia                          | 1       | 1924 |
| SV Excelsior                          | 1       | 1930 |
| FCS Nacional                          | 1       | 2003 |

## Clasificación histórica
A continuación, se muestra la tabla histórica de SVB Eerste Divisie desde los resultados conocidos en la temporada 1991-92 hasta la terminada temporada 2022.
| Pos. | Equipos                  | PJ  | G   | E   | P   | GF   | GC  | Dif. | Pts. |
| ---- | ------------------------ | --- | --- | --- | --- | ---- | --- | ---- | ---- |
| 1    | SV Robinhood             | 596 | 326 | 119 | 151 | 1269 | 782 | +487 | 1055 |
| 2    | Inter Moengotapoe        | 560 | 306 | 119 | 135 | 1147 | 678 | +469 | 1026 |
| 3    | SV Transvaal             | 613 | 304 | 134 | 175 | 1087 | 788 | +299 | 1010 |
| 4    | SV Leo Victor            | 613 | 274 | 139 | 192 | 1120 | 846 | +274 | 952  |
| 5    | Walking Boyz Company     | 376 | 216 | 64  | 96  | 886  | 549 | +337 | 709  |
| 6    | SV Voorwaarts            | 488 | 179 | 100 | 199 | 751  | 722 | +29  | 663  |
| 7    | Surinaam National Leger  | 393 | 143 | 96  | 164 | 625  | 662 | -37  | 491  |
| 8    | FCS Nacional             | 282 | 104 | 78  | 110 | 455  | 387 | +68  | 379  |
| 9    | Royal '95                | 198 | 90  | 46  | 62  | 354  | 301 | +43  | 316  |
| 10   | SV Notch                 | 207 | 90  | 41  | 76  | 345  | 340 | +5   | 308  |
| 11   | SV Boskamp               | 190 | 60  | 37  | 93  | 263  | 374 | -111 | 217  |
| 12   | Politie Voetbal Vrienden | 162 | 56  | 37  | 69  | 255  | 272 | -17  | 195  |
| 13   | SV Cosmos                | 190 | 54  | 32  | 104 | 275  | 432 | -157 | 186  |
| 14   | SV Excelsior             | 137 | 48  | 26  | 63  | 220  | 281 | -61  | 170  |
| 15   | SCSV Bomastar            | 120 | 47  | 27  | 46  | 211  | 230 | -19  | 168  |
| 16   | Super Red Eagles         | 140 | 48  | 24  | 68  | 216  | 270 | -54  | 168  |
| 17   | FC Inter Wanica          | 127 | 35  | 31  | 61  | 212  | 287 | -75  | 133  |
| 18   | SCSV Takdier Boys        | 150 | 31  | 36  | 83  | 194  | 344 | -150 | 129  |
| 19   | SV Dego                  | 127 | 35  | 23  | 59  | 175  | 270 | -95  | 126  |
| 20   | SV Ricanaufomo           | 126 | 31  | 33  | 62  | 135  | 202 | -67  | 123  |
| 21   | SV Coronie Boys          | 126 | 35  | 38  | 53  | 143  | 180 | -37  | 119  |
| 22   | SV Botopasi              | 111 | 33  | 17  | 61  | 174  | 272 | -98  | 113  |
| 23   | SV Kamal Dewaker         | 149 | 27  | 31  | 91  | 176  | 333 | -157 | 112  |
| 24   | SV Prakash               | 72  | 25  | 18  | 29  | 96   | 114 | -18  | 89   |
| 25   | SCS Jai-Hind             | 80  | 22  | 21  | 37  | 79   | 120 | -41  | 87   |
| 26   | SCS Randjiet Boys        | 92  | 21  | 18  | 53  | 98   | 195 | -97  | 81   |
| 27   | SV Broki                 | 62  | 23  | 11  | 28  | 119  | 126 | -7   | 80   |
| 28   | FC West United           | 65  | 22  | 7   | 36  | 87   | 111 | -24  | 73   |
| 29   | SV Jai Hanuman           | 63  | 19  | 13  | 31  | 113  | 117 | -4   | 70   |
| 30   | SV The Young Rhythm      | 76  | 17  | 12  | 47  | 119  | 192 | -73  | 63   |
| 31   | SV Santos                | 81  | 14  | 17  | 50  | 107  | 205 | -98  | 56   |
| 32   | SSCV De Rest             | 80  | 16  | 17  | 47  | 100  | 197 | -97  | 50   |
| 33   | MYOB FC                  | 54  | 10  | 23  | 21  | 55   | 74  | -19  | 43   |
| 34   | SV Moengotapoe           | 52  | 11  | 10  | 31  | 54   | 118 | -64  | 43   |
| 35   | SV Papatam               | 54  | 10  | 5   | 39  | 72   | 164 | -92  | 32   |
| 36   | SV Tuna                  | 36  | 6   | 15  | 15  | 37   | 53  | -16  | 27   |
| 37   | ACoconut FC              | 40  | 8   | 5   | 27  | 63   | 111 | -48  | 26   |
| 38   | SCV Bintang Lair         | 33  | 8   | 2   | 23  | 46   | 117 | -71  | 26   |
| 39   | SV The Brothers          | 35  | 6   | 7   | 22  | 41   | 77  | -36  | 25   |
| 40   | SV Jong Rambaan          | 22  | 5   | 4   | 13  | 32   | 58  | -26  | 19   |
| 41   | SV Klaas Tiger           | 26  | 3   | 5   | 18  | 27   | 68  | -41  | 14   |
| 42   | Flora FC                 | 0   | 0   | 0   | 0   | 0    | 0   | 0    | 0    |
| 43   | Slee Juniors FC          | 0   | 0   | 0   | 0   | 0    | 0   | 0    | 0    |